# Katleen De Caluwé
Katleen De Caluwé (Reet, 22 december 1976) is een Belgische voormalige sprintster. Ze verzamelde op verschillende sprintafstanden in totaal een vijftal Belgische titels.

## Loopbaan
De Caluwé werd zesde op de Olympische Spelen van 2004 in Athene op het onderdeel 4 x 100 m estafette met haar teamgenotes Lien Huyghebaert, Élodie Ouédraogo en Kim Gevaert in 43,11 s. In de voorrondes werd een Belgisch record gelopen van 43,08.
In 2007 is De Caluwé gestopt met atletiek.

## Belgische kampioenschappen
Outdoor
| Onderdeel | Jaar |
| --------- | ---- |
| 200 m     | 2000 |

Indoor
| Onderdeel | Jaar             |
| --------- | ---------------- |
| 60 m      | 1998, 2004, 2007 |
| 200 m     | 1997             |

## Persoonlijke records
Outdoor
| Onderdeel | Prestatie | Datum        | Plaats   |
| --------- | --------- | ------------ | -------- |
| 100 m     | 11,49     | 20 mei 2002  | Oordegem |
| 200 m     | 23,60     | 30 juni 2001 | Brussel  |

Indoor
| Onderdeel | Prestatie | Datum            | Plaats |
| --------- | --------- | ---------------- | ------ |
| 60 m      | 7,27 s    | 10 februari 2002 | Gent   |

## Palmares

### 60 m
- 1998:  BK indoor AC - 7,48 s
- 1998: 6e in reeks EK indoor in Valencia - 7,44 s
- 1999: 6e in ½ fin. Universiade - 11,77 s
- 2000: 6e in reeks EK indoor in Gent - 7,43 s
- 2001: 7e in ½ fin. WK indoor - 7,39 s
- 2001: 5e in ½ fin. Universiade - 11,77 s
- 2002: 5e in ½ fin. EK indoor in Wenen - 7,34 s
- 2004:  BK indoor AC
- 2007:  BK indoor AC - 7,39 s

### 200 m
- 1997:  BK indoor AC
- 1999: 8e in ½ fin. Universiade - 24,06 s
- 2000:  BK AC - 24,00 s
- 2001:  BK AC - 23,60 s
- 2001: 7e in ½ fin. Universiade - 24,17 s

### 4 x 100 m
- 1993: 5e EJOF in Valkenswaard - 48,41 s
- 2001: 5e in reeks WK in Edmonton - 44,19 s (NR)
- 2002: 4e EK in München - 43,22 s (NR)
- 2003: 6e WK in Parijs - 43,45 s (in serie 43,36 s)
- 2004: 6e OS in Athene - 43,11 (in serie 43,08 s = NR)
- 2005: 3e in reeks WK in Helsinki - 43,40 s